# 歩いても 歩いても
『歩いても 歩いても』（あるいても あるいても）は、2008年6月28日に公開された日本映画。監督は是枝裕和。主演は阿部寛。国際的に非常に高く評価されており、Rotten Tomatoesの支持率100%の映画のうちの１つでもある。

## ストーリー
15年前に亡くなった兄の命日に、良多は家族を連れて実家に帰省する。
次男・良多は失業中で、子連れのゆかりと再婚していて、父親との確執が深い。ゆかりは夫と死別し良多と再婚したが、義母とうまく折り合えない。
父・恭平は引退した開業医で、子どもに跡取りを望んでいたが実現せず不満に思い、母・とし子は死んだ長男をいまだに思い、事故死の原因を作った若者を恨んでいる。
良多の姉夫婦は、実家での同居を望んでいるが、良多が帰りにくくなるという母の反対で実現せず、不満に思っている。それぞれの事情を抱え、思いを胸に秘めた家族が一堂に会し思い出話に花を咲かせる。
墓参りが済み、事故死の原因を作った若者が線香上げに来て一波乱があり、良多は、そろそろ若者を呼ぶのをやめようと提案するが、とし子にとって悲しみと憤りをぶつける相手と、その提案を断る。それから7年、両親は既に亡くなり、良多とゆかりの間には娘が生まれた。この年も家族で墓参りに訪れ、良多は娘に祖母の話を聞かせる。

## キャスト
- 阿部寛 - 横山良多
- 夏川結衣 - 横山ゆかり（良多の妻）
- YOU - 片岡ちなみ（良多の姉）
- 高橋和也 - 片岡信夫（義兄 ちなみの夫）
- 田中祥平 - 横山あつし（ゆかりの連れ子である良多の息子）
- 樹木希林 - 横山とし子（良多の母）
- 原田芳雄 - 横山恭平（良多の父）
- 野本ほたる - 片岡さつき（ちなみと信夫の娘）
- 林凌雅 - 片岡睦（ちなみと信夫の息子）
- 寺島進 - 小松健太郎（松寿司店長）
- 加藤治子 - 西沢ふさ（横山家の隣人）

## スタッフ
- 監督・原作・脚本・編集 ： 是枝裕和
- 音楽 ： ゴンチチ
- 撮影 ： 山崎裕
- 美術 ： 磯見俊裕、三ツ松けいこ
- 録音 ： 弦巻裕、大竹修二
- 照明 ： 尾下栄治
- 衣装 ： 黒澤和子
- 音楽プロデューサー ： 佐々木次彦
- 音響効果 ： 岡瀬晶彦
- 視覚効果 ： 松本肇
- スクリプター ： 飯塚美穂
- 助監督 ： 兼重淳、市原直、遠藤薫
- 企画 ： 安田匡裕
- 製作者 ： 川城和実、重延浩、久松猛朗、李鳳宇
- プロデューサー ： 加藤悦弘、田口聖

## 受賞
- 第56回サン・セバスティアン国際映画祭 脚本家協会賞
- 第4回ユーラシア国際映画祭 最優秀監督賞（是枝裕和）
- 第23回マール・デル・プラタ国際映画祭 最優秀作品賞
- 第33回報知映画賞 助演女優賞（樹木希林）
- 第21回日刊スポーツ映画大賞・石原裕次郎賞 助演女優賞（夏川結衣）
- 第30回ナント三大陸映画祭 最優秀女優賞（樹木希林）
- 第82回キネマ旬報ベスト・テン 日本映画第5位、読者選出日本映画ベスト・テン第3位、助演女優賞（樹木希林）
- 第51回ブルーリボン賞 監督賞（是枝裕和）、助演女優賞（樹木希林）
- 第23回高崎映画祭 最優秀監督賞（是枝裕和）、助演女優賞（夏川結衣）
- 第63回毎日映画コンクール 主演男優賞（阿部寛）（本作と『青い鳥』が対象）[1]
- 第18回東京スポーツ映画大賞 作品賞、助演女優賞（樹木希林）
- 第13回日本インターネット映画大賞 助演女優賞（樹木希林）、ベストテン 第3位
- 第3回アジア・フィルム・アワード 監督賞（是枝裕和）
- 映画館大賞「映画館スタッフが選ぶ、2008年に最もスクリーンで輝いた映画」第4位